# Cystidiophorus merulioideus.
Cystidiophorus là một chi nấm thuộc họ Polyporaceae. Là một chi đơn loài, nó chứa loài duy nhất Cystidiophorus merulioideus.